# Eloria charassomena
Eloria charassomena är en fjärilsart som beskrevs av Collenette 1950. Eloria charassomena ingår i släktet Eloria och familjen tofsspinnare. Inga underarter finns listade i Catalogue of Life.